# Asta Nielsen (dokumentarfilm fra 1967)
 For alternative betydninger, se Asta Nielsen (flertydig). (Se også artikler, som begynder med Asta Nielsen)
Asta Nielsen er en dansk portrætfilm fra 1967 instrueret af Henrik Stangerup og efter manuskript af Asta Nielsen.

## Handling
Henrik Stangerups portrætfilm om Asta Nielsen blev aldrig udsendt. Asta Nielsen gav i dagspressen udtryk for voldsom utilfredshed med resultatet og anså filmen om sit liv for en "fornærmelse".

## Medvirkende
- Asta Nielsen